# Quais de Genève
Les Quais de Genève, os cais de Genebra, constituem o passeio ideal para se desfrutar a rade de Genebra e das suas diferentes edifícios e obras que a compõem que embelezam o "pequeno lago" como é chamado a parte do lago junto a Genebra.

## Margem direita

### Quai Wilson
Descendo a Av. de France (porque vem dos lados de Ferney-Voltaire na França), chega-se à margem direita do Lago Lemano no quai Wilson porque  aí fica o Palais Wilson um antigo hotel em Genebra, o Hotel Nacional, e que em 1998 se tornou a sede do Alto Comissariado das Nações Unidas para os Direitos Humanos. O seu nome Wilson é uma homenagem ao presidente americano Woodrow Wilson que teve um papel preponderante na criação, depois da II Guerra Mundial, da Liga das Nações (LDN) durante a Conferência de Paz de Paris (1919)  (Localização do Palais Wilson ).

#### Bains des Pâquis
Continuando para Sul na ligeira curva fica a Jetée des Pâquis onde se encontram os Banhos des Pâquis, uma verdadeira "instituição" em Genebra, e no fim da qual se encontra o farol que indica a "entrada do porto de Genebra". (Localização dos Bains des Pâquis )

### Quai du Mont-Blanc
Esta-se no "coração" de Genebra com todos os clichês a ele associado. A pont du Mont-Blanc fica já ao lado, e por detrás do Jet d'Eau vê-se o Monte Branco. No cais do Monte Branco ficam prestigiosos hotéis como Le Richemond, o Hôtel Beau-Rivage, o Hôtel de la Paix, todos no Square des Alpes, onde se encontra o Monumento de Brunswick. O Hôtel d'Angleterre fica no próprio cais do Monte Branco (Localização do Square des Alpes ).

#### Square des Alpes
Square des Alpes é um jardim de forma triangular formado pelo cruzamento do cais do Monte Branco, com a rua Adhémar-Fabri e com a rua des Alpes.  No centro do parque encontra-se o Monumento de Brunswick, e junto ao cais, e em frente ao monumento,  uma placa indica o local do assassinato de Sissi. 
Na rua Adhémar-Fabri encontram-se o Le Richemond e o Beau-Rivage fazendo este esquina com a cais.
Em face destes dois hotéis, na rua des Alpes e fazendo esquina com o cais, fica o Hôtel de la Paix.

### Pont du Mont-Blanc
A ponte do Monte Branco é em si um verdadeiro "monumento" de Genebra por várias razões:
- passagem obrigatória entre as margens do lago;
- primeira ponte de uma série das que atravessam o rio Ródano, no cantão de Genebra;
- final do lago Lemano e recomeço do Ródano;
- o seu nome provém do facto de no seu alinhamento ficar o Monte Branco.

(Localização da ponte do Monte Branco )

### Quai de l'Île
A jusante da ponte do Monte Branco fica uma ilha cujos vestígios remontam à Idade do Bronze e que sempre esteve habitada, Actualmente é conhecida por Quai de l'Île. (Localização do Quai de de l'Île)

### Quai des Bergues
Logo ali ao lado, mas a jusante fica a Île Rousseau (Localização da Île Rousseau ) à qual se acede pela pont des Bergues. Entre a ponte do Monte Branco e a ponte des Bergues fica o primeiro Grande Hotel edificado na Suíça e que ainda hoje é continua a ser um dos melhores do mundo, o Hôtel des Bergues.

## Margem esquerda

### Jardin Alglais
Uma vez a ponte atravessa a ponte depara-se com o relógio florido que assinala a entrada no Jardim inglês e onde se encontra o Monumento nacional que mostra a estátua da República de Genebra e a Helvécia enlaçadas  (Localização do Jardim inglês ).

### Quai du Général Guisan
No cais do General Guisan, uma figura importante entra as personalidades suíças, e a poucos metros do margem do jardim encontram dois rochedos do período glaciar, Neiton et Neptune, conhecidos como a pedra de Niton, que foi escolhida pelo general e engenheiro genebrino Guillaume-Henri Dufour como marco de base - 373,6 m acima do nível do mar - para a elaboração da sua famosa carta cartográfica da Suíça á escala 1:100 000  (Localização da pedras de Niton )

### Quai Gustave Ador
É pelo cais Gustave Ador que se percorre o pontão que leva ao Jet d'Eau (Localização do Jet d'Eau ).

## Imagens

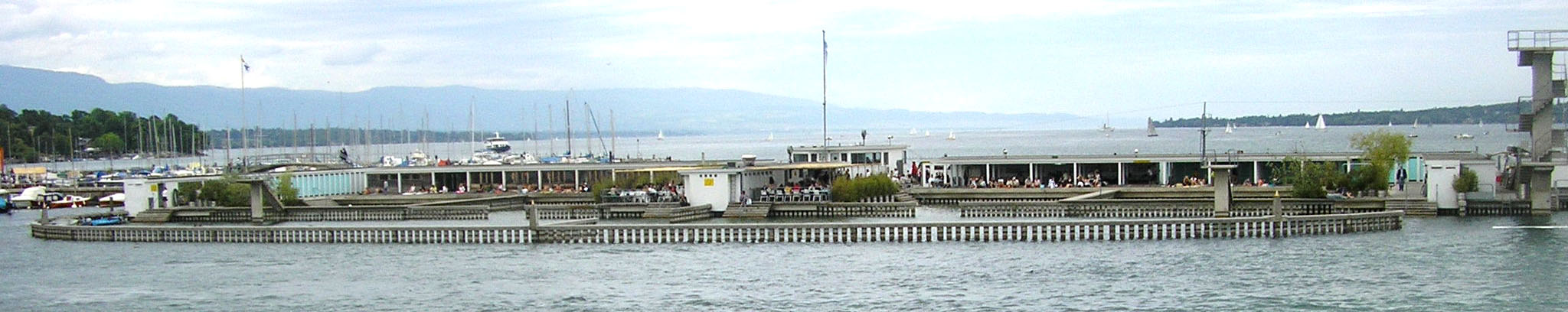
Vista do largo

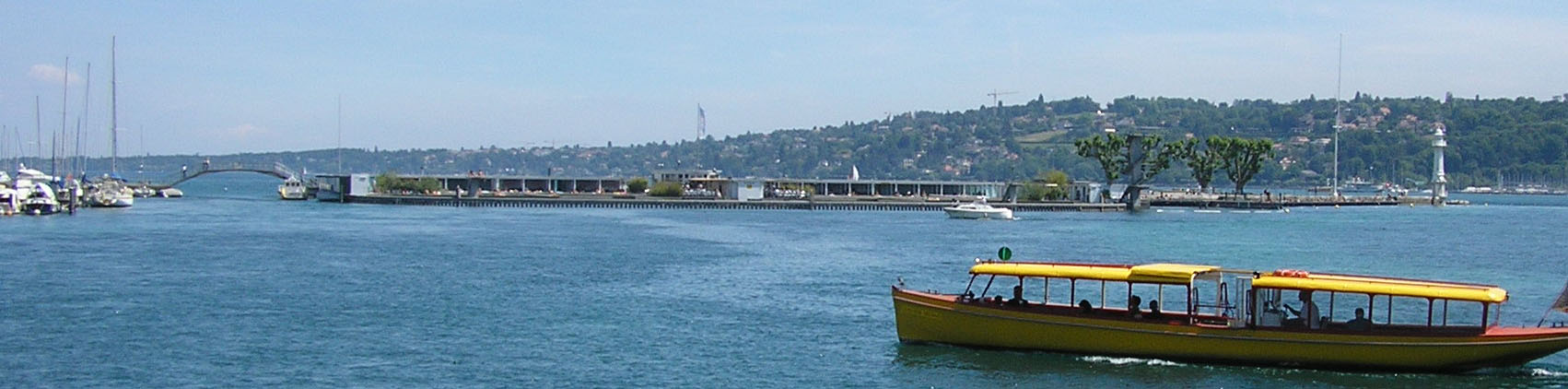
Vista a partir do pontão da CGN

Imagens dos banhos do Pâquis  
- Vista a 360° da angra de Genebra e dos banhos